# سیسلا
سیسلا دهستانی در استان آبیلای اسپانیا است.
در این دهستان ۱۹۳ نفر زندگی می‌کنند. مساحت این دهستان ۲۰٫۱۳ کیلومتر مربع است.